# جيريمياه إنغلز
جيريمياه إنغلز (بالإنجليزية: Jeremiah Ingalls) هو ملحن أمريكي، ولد في 1 مارس 1764، وتوفي في 6 أبريل 1838.

## وصلات خارجية
- جيريمياه إنغلز على موقع ميوزك برينز (الإنجليزية)
- جيريمياه إنغلز على موقع ديسكوغز (الإنجليزية)